# Zračna luka Čakovec
Zračna luka Čakovec spada u kategoriju zračnih pristaništa namijenjenih za povremeni zračni prijevoz, školovanje i sport. Prostire se na oko 42 ha zemljišta od kojih je jedan dio u državnom a jedan u privatnom vlasništvu. Na zračnoj luci trenutno ne postoje terminali za prihvat i otpremu putnika i robe.

## Uzletno-sletna staza
Travnata uzletno-sletna staza dugačka je 1100 m, široka 42 m, proteže se u smjeru 210°-030° i nema ugrađena svjetla na noćno letenje.  

## Korisnik
Korisnik Zračnog pristaništa je Aeroklub Čakovec. S obzirom na karakteristike i I. vatrogasne kategorije na Zračno pristanište mogu slijetati zrakoplovi do 5700 kg težine iako bi uz podizanje vatrogasne kategorije mogli slijetati i teži zrakoplovi.